# 興義市
興義市（こうぎし）は中華人民共和国貴州省最南西端の黔西南プイ族ミャオ族自治州にある県級市であり、黔西南プイ族ミャオ族自治州の政府所在地である。珠江上流部の南盤江水系馬別河の支流沿岸に位置する。雲南省、広西チワン族自治区に隣接し、三省交通の要衝であって、貴州省とこれら両地方を結ぶ交易の要地である。この地から雲南省にかけてはサトウキビ栽培が盛んで、これを原料にした製糖工業がみられる。また、特産物として柑橘類も産する。
2024年にユネスコ世界ジオパークに指定された。

## 行政区画
下部に12街道、17鎮、3郷を管轄する。
- 街道
  - 黄草街道、興泰街道、桔山街道、豊都街道、坪東街道、木賈街道、下五屯街道、万峰林街道、灑金街道、馬嶺街道、頂效街道、木隴街道
- 鎮
  - 敬南鎮、泥凼鎮、南盤江鎮、捧乍鎮、魯布格鎮、三江口鎮、烏沙鎮、白碗窯鎮、威舎鎮、清水河鎮、鄭屯鎮、万屯鎮、魯屯鎮、倉更鎮、七舎鎮、則戎鎮、猪場坪鎮
- 郷
  - 滄江郷、洛万郷、雄武郷

## 脚注

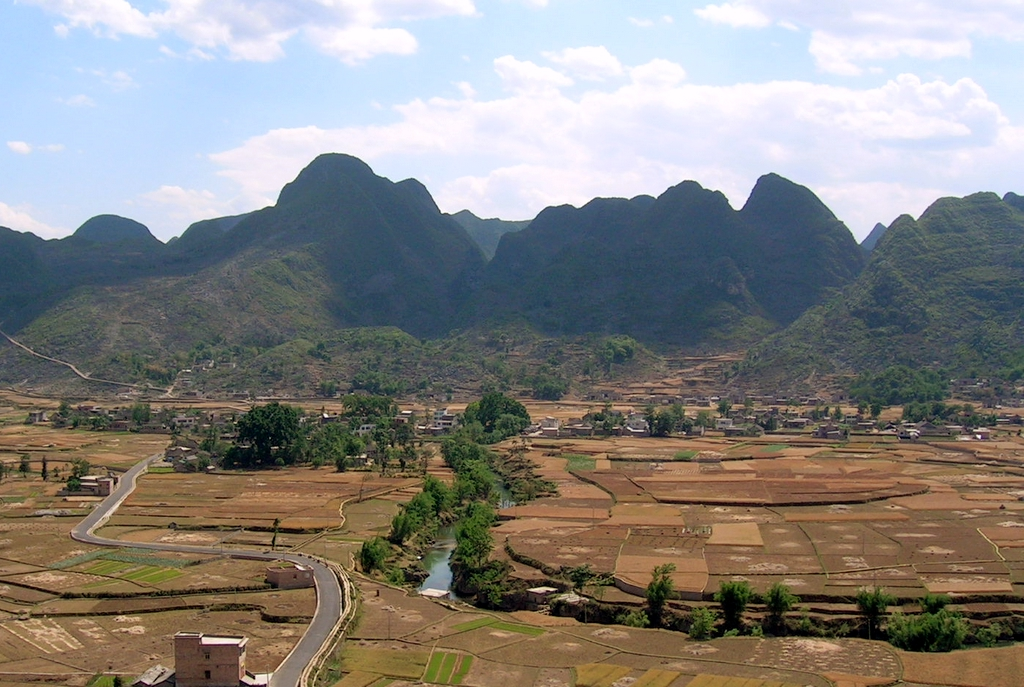
万峰林

## 交通

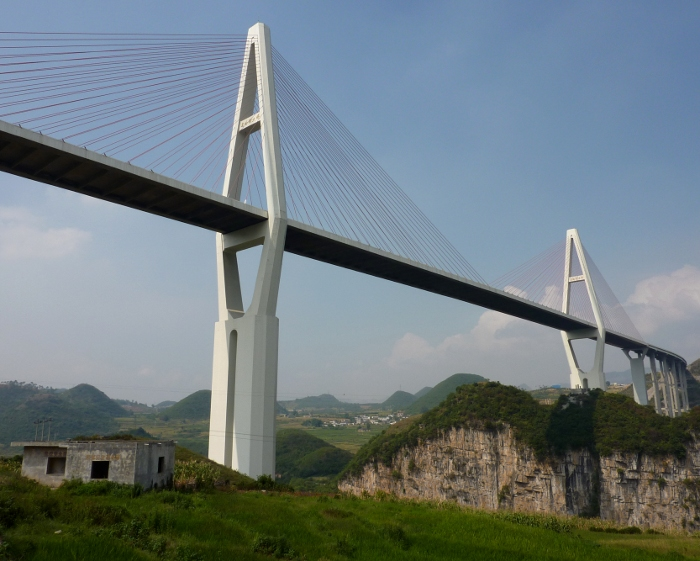
汕昆高速道路馬嶺河大橋

### 航空
- 興義万峰林空港（中国語版）

### 鉄道
- 中国鉄路総公司
  - 南昆線

（昆明方面）- 岔江駅 - 革居駅 -（市外通過）- 威舎駅 - 品甸駅 - 清水河西駅 - 清水河東駅 - 興義駅 - 鄭屯駅 -（南寧方面）
  - 威紅線

（紅果方面）- 新坪田駅 - 威舎駅

### 道路
- 高速道路
  - 汕昆高速道路
  - S65 晴興高速道路
  - S77 威板高速道路
- 国道
  - G324国道